# Sałarjewo
Sałarjewo (ros. Саларьево) – stacja metra w Moskwie na linii Sokolniczeskiej. Stacja została otwarta 15 lutego 2016.